# Johan Hindrich Dreutz
Johan Hindrich Dreutz, född 1718 i Grötlingbo socken, död 1785 i Visby, var en militär och målare verksam på Gotland.
Johan Hindrich Dreutz var son till officeren Bernhard Dreutz eller Droies, som 1710 flytt från Livland till Gotland. Likt fadern valde han den militära banan och avancerade till löjtnant och hovkvartermästare. 1762-1768 ägde han och bebodde Robbjens i Klinte socken och arrenderade senare Kungsladugården utanför Visby.
Johan Hindrich Dreutz var även verksam som målare. De första kända uppdragen hade han 1746, dels för Grötlingbo kyrka där han målade bänkluckorna och Alva kyrka där han målade predikstolen. 1753-1754 målade han predikstol och bänkar i Eke kyrka. 1761 målade Dreutz predikstol och läktare i Burs kyrka, det är hans sista kända kyrkomålningsuppdrag, han verkar därefter ha ägnat sig åt annat. Dreutz har även i slutet av 1750-talet målat en takplafond för ett hus på Mellangatan 25 i Visby, numera tillhörig Gotlands museum.